# 白川顕邦王
白川顕邦王（しらかわ あきくにおう、暦応元年（1338年） - 明徳4年（1393年）3月13日）は、室町時代前期の日本の公卿。神祇伯在任中は顕邦王、伯の任にないときは白川顕邦と称す。

## 官歴
- 時期不明：神祇伯（康暦元年まで）
- 応安3年（1370年）：従三位
- 応安6年（1373年）：正三位
- 永和元年（1375年）：従二位、信濃権守

## 系譜
- 父：白川資英王
- 弟：白川顕英王
- 子：白川資忠王